# Associazione Nuotatori Brescia
L’Associazione Nuotatori Brescia est un club italien de natation et de water-polo de Brescia. L'équipe masculine de water-polo s'illustre depuis les années 2000 avec un titre de champion national et quatre trophées européens.

## Historique
À Brescia, le Sport Club Brescia crée une section water-polo au début des années 1970. De 1973 à 1995, le club se nomme Associazione Nuotatori Brescia avant de prendre la lionne comme emblème sous le nom de Leonessa Nuoto Pallanuoto en 1995.
En 1989, un de ses membres, Giorgio Lamberti, devient triple champion d'Europe en nage libre et détenteur pendant dix ans du record du monde du 200 mètres.
L'équipe masculine de water-polo atteint les places du championnat national qualificative pour le trophée de la Ligue européenne de natation qu'elle remporte en 2002. La saison suivante, elle cumule le titre national et un second trophée.
En août 2007, le club prend le nom de Brixia Leonessa Nuoto avec l'entrée de nouveaux partenaires économiques locaux, puis revient à celui d’Associazone Nuotatori Brescia en septembre 2011,.

## Palmarès water-polo masculin
- 4 trophées LEN : 2002, 2003, 2006 et 2016.
- 1 titre de champion d'Italie : 2003.
- 1 coupe d’Italie : 2012[6].